# Cantone di Meaux
Il Cantone di Meaux è una divisione amministrativa dell'Arrondissement di Meaux.
È stato istituito a seguito della riforma dei cantoni del 2014, che è entrata in vigore con le elezioni dipartimentali del 2015.

## Composizione
Comprende il solo comune di Meaux.